# Мобіл-Сіті (Техас)
Мобіл-Сіті (англ. Mobile City) — місто (англ. city) в США, в окрузі Рокволл штату Техас. Населення — 142 особи (2020).

## Географія
Мобіл-Сіті розташований за координатами 32°55′22″ пн. ш. 96°24′40″ зх. д. / 32.92278° пн. ш. 96.41111° зх. д. (32.922873, -96.411129).  За даними Бюро перепису населення США в 2010 році місто мало площу 0,04 км², уся площа — суходіл. В 2017 році площа становила 0,04 км², уся площа — суходіл.

## Демографія
Згідно з переписом 2010 року, у місті мешкало 188 осіб у 55 домогосподарствах у складі 41 родини. Густота населення становила 4471 особа/км².  Було 59 помешкань (1403/км²).
Расовий склад населення:
| - 53,7 % — білих - 1,6 % — чорних або афроамериканців - 41,5 % — осіб інших рас |

До двох чи більше рас належало 3,2 %. Частка іспаномовних становила 77,7 % від усіх жителів.
За віковим діапазоном населення розподілялося таким чином: 39,9 % — особи молодші 18 років, 58,0 % — особи у віці 18—64 років, 2,1 % — особи у віці 65 років та старші. Медіана віку мешканця становила 23,8 року. На 100 осіб жіночої статі у місті припадало 106,6 чоловіків;  на 100 жінок у віці від 18 років та старших — 101,8 чоловіків також старших 18 років.
За межею бідності перебувало 41,9 % осіб, у тому числі 67,4 % дітей у віці до 18 років та 62,5 % осіб у віці 65 років та старших.
Цивільне працевлаштоване населення становило 140 осіб. Основні галузі зайнятості: мистецтво, розваги та відпочинок — 29,3 %, роздрібна торгівля — 25,7 %, науковці, спеціалісти, менеджери — 17,1 %, будівництво — 9,3 %.